# Jezioro Górskie (Równina Wrzesińska)
Jezioro Górskie – jezioro w woj. wielkopolskim, w pow. poznańskim, w gminie Pobiedziska, leżące na terenie Równiny Wrzesińskiej.

## Opis
Jezioro położone w ciągu rzeki Cybiny, na wschód od Poznania. Przy zachodnim końcu jeziora znajduje się zinwentaryzowane grodzisko, opuszczony poniemiecki cmentarz oraz niestrzeżona plaża. Jezioro nie nadaje się do kąpieli ze względu na brudną wodę oraz duże zamulenie.

## Dane morfometryczne
Powierzchnia trudna do określenia ze względu na duże wahania poziomu wody w ciągu roku oraz postępującą z roku na rok eutrofizację. Powierzchnia zwierciadła wody według różnych źródeł wynosi od 32,5 ha do 37,8 ha.
Zwierciadło wody położone jest na wysokości 75,6 m n.p.m. lub 76,4 m n.p.m. 
Źródła przedwojenne podają maksymalną głębokość 6 metrów; według obecnych pomiarów wynosi ona 1,5 m. Według źródeł średnia głębokość jeziora wynosi 1,3 m, natomiast głębokość maksymalna 3,0 m.

## Hydronimia
Według urzędowego spisu opracowanego przez Komisję Nazw Miejscowości i Obiektów Fizjograficznych (KNMiOF) nazwa tego jeziora to Jezioro Górskie. W różnych publikacjach i na większości map topograficznych jezioro to występuje pod nazwą Góra.